# 難波平人
難波 平人（なんば　ひらと、1941年-　）は、山口県出身の洋画家、教育者。二紀会委員・監事、広島大学名誉教授。中国文化賞を受賞。

## 主な経歴
1941年に山口県熊毛郡上関町白井田に生まれる。1964年には広島大学教育学部美術科を卒業する。翌年には同大学の研究生を修了。後に広島大学大学院教育学研究科造形芸術教育学講座の教授として後身を育成する。2004年、広島大学退官記念の作品展を東京芸術劇場、広島県民文化センターで開催。
現在は、二紀会委員、広島大学名誉教授、日本美術家連盟会員、中国新聞情報文化センター講師、NHK文化センター講師を務め、波の会を主催している。

## 画家歴
1975年に第18回安井賞展に出品し、受賞候補となる。以後6度出品する（1980年、1984年-1986年、1990年、1991年）。1976年には第12回現代日本美術展、西日本美術展に出品する。また、シェル美術賞展で佳作賞を受賞（1979年に再び出品）、日仏現代美術展2等賞を受賞（1977年に佳作賞を受賞）する。
1979年、第14回昭和会展に出品（1981年、1982年にも出品）する。第33回二紀展に初出品、以後毎年出品する。1980年に第13回日本国際美術展に出品する（1982年、1986年）。1981年、第3回明日への具象展へ招待出品。さらに、第1回東京セントラル美術館油絵大賞展へ招待出品。
1983年に第37回二紀展同人賞を受賞（以後、宮永賞・会員優賞・鍋井賞・栗原賞を受賞）。
1986年にはヒロシマアートグラント'86を受賞し、受賞記念個展を広島福屋で開催する。1987年、現代の美術・今日の情況展に出展する（1991年、1995年、1999年、2003年）。
1990年には広島市南区民文化センター胸板壁画を製作、1994年に文化庁の第27回現代美術選抜展へ招待出品。また、同年広島で開催されたアジア大会広島公式記念メダルデザインを製作する。1995年には文化庁芸術家特別派遣のため翌年までトルコへ行く。その際、アンカラ大学、ガジ大学で個展を開催する。
1996年には帰国記念個展を広島三越で開催。また、文部省在外研修員派遣のためフランス、イタリアへ赴く。1997年には『トルコ83日の旅』出版記念展を三越広島店で開催。1999年、『フランス・イタリア美術紀行』出版記念展を三越広島店で開催する。
2001年、個展「世界の集落・遺跡-光と影」を千代田楠苑で開催する。2002年には防府天満宮「平成手鑑展」作品を奉納。また、向原の願舩寺本堂襖絵の制作を手掛ける。同年には広島文化賞を受賞。2004年、広島大学を退官。退官記念大作展が開かれる。

## 著書
- 難波英子・難波平人『トルコ83日の旅』、1997年、自家出版
- 難波平人・難波英子『フランス・イタリア美術紀行』、1999年、自家出版